# Charge de Mulliken
Les charges de Mulliken proviennent de l' analyse de population de Mulliken et fournissent des moyens d'estimation des charges atomiques partielles à partir des calculs menés au moyen des méthodes de chimie numérique, et en particulier celles basées sur la combinaison linéaire d'orbitales atomiques. Si les coefficients des fonctions de base dans l'orbitale moléculaire sont Cμi pour la μe fonction de base dans la ie orbitale moléculaire, les coefficients de la Matrice densité sont :
{\displaystyle \mathbf {D_{\mu \nu }} =\mathbf {2} \sum _{i}\mathbf {C_{\mu i}} \mathbf {C_{\nu i}^{*}} }
pour un système fermé compact dans lequel chaque orbitale moléculaire est doublement occupée. La matrice de population {\displaystyle \mathbb {P} } a donc comme coefficients :
{\displaystyle \mathbf {P_{\mu \nu }} =\mathbf {(\mathbf {D} \mathbf {S} )_{\mu \nu }} }
{\displaystyle \mathbb {S} } est la matrice de recouvrement des fonctions de base. La somme de l'ensemble des termes de {\displaystyle \mathbf {P_{\mu \nu }} } est N - le nombre total d'électrons. L'analyse de population de Mulliken vise à tout d'abord répartir les N électrons sur toutes les fonctions de base. Ceci est fait en prenant les éléments diagonaux de {\displaystyle \mathbf {P_{\mu \nu }} } et en factorisant les éléments non-diagonaux de manière égale entre les deux fonctions de base appropriées. Les termes non-diagonaux incluant {\displaystyle \mathbf {P_{\mu \nu }} } et {\displaystyle \mathbf {P_{\nu \mu }} }, cela simplifie l'opération à une somme sur une ligne. Cela définit la population orbitalaire brute (en anglais : gross orbital population - GOP) comme :
{\displaystyle \mathbf {GOP_{\mu }} =\sum _{\nu }\mathbf {P_{\mu \nu }} }
Les termes {\displaystyle \mathbf {GOP_{\mu }} } se somment sur N puis répartissent le nombre total d'électrons entre les fonctions de base. Il reste alors à sommer ces termes sur toutes les fonctions de base d'un atome donné A afin d'obtenir la population atomique brute (GAP). L'intégrale des termes {\displaystyle \mathbf {GAP_{A}} } donne aussi N. La charge, {\displaystyle \mathbf {Q_{A}} }, est ensuite définie comme la différence entre le nombre d'électrons sur l'atome isolé libre, qui est le numéro atomique {\displaystyle \mathbf {Z_{A}} }, et la population atomique brute :
{\displaystyle \mathbf {Q_{A}} =\mathbf {Z_{A}} -\mathbf {GAP_{A}} }
Le problème avec cette approche est la répartition égale des termes non-diagonaux entre les deux fonctions de base. Ceci conduit à des séparations de charges entre les molécules qui sont exagérées. De nombreuses autres méthodes sont utilisées pour déterminer les charges atomiques dans les molécules.